# Odontonema speciosum
Odontonema speciosum är en akantusväxtart som beskrevs av V.M. Baum. Odontonema speciosum ingår i släktet Odontonema och familjen akantusväxter. Inga underarter finns listade i Catalogue of Life.